# Autobahndreieck Bottrop
Das Autobahndreieck Bottrop (Abkürzung: AD Bottrop; Kurzform: Dreieck Bottrop) ist ein Autobahndreieck in Nordrhein-Westfalen in der Metropolregion Rhein-Ruhr. Es verbindet die Bundesautobahn 2 (Oberhausen–Hannover–Berlin) mit der Bundesautobahn 31 (Emden–Oberhausen).

## Geographische Lage
Das Autobahndreieck liegt im nördlichen Ruhrgebiet auf dem Stadtgebiet von Bottrop. Nächstgelegene Stadtteile sind Eigen und Grafenwald (Stadt Bottrop) und Ellinghorst (Stadt Gladbeck). Am Südrand des Naturparks Hohe Mark-Westmünsterland befindet es sich etwa 15 km südlich von Dorsten, etwa 10 km nordöstlich von Oberhausen und etwa 10 km nordwestlich von Essen. Unmittelbar westlich des Dreiecks befindet sich die Zeche Franz Haniel.
Das Autobahndreieck Bottrop trägt auf der A 2 zusammen mit der gleichnamigen Abfahrt die Anschlussstellennummer 3, auf der A 31 die Nummer 42.

## Geschichte
Das Autobahndreieck wurde 1987 gemeinsam mit dem Streckenabschnitt zwischen dem Dreieck Bottrop und der Anschlussstelle Kirchhellen-Nord dem Verkehr übergeben.
Ursprünglich sollte die A 31 über das Dreieck Bottrop hinaus weiter nach Süden verlängert werden. Eine Trasse über Mülheim, Essen-Werden und Bergisch Gladbach bis Bad Neuenahr-Ahrweiler war in Planung, wurde aber von einer Mülheimer Bürgerinitiative gestoppt. Dies erklärt, warum das Dreieck so großzügig gebaut wurde: Die Fahrbahnen der A 31 sind für die Südverlängerung weit auseinandergezogen und zwischen der Verbindungsfahrbahn der A 2 in Fahrtrichtung Oberhausen auf die A 31 ist Platz für ein weiteres Ohr. Ursprünglich hieß das Autobahndreieck auch Autobahnkreuz Bottrop.

## Bauform und Ausbauzustand
Die A 31 ist vierstreifig ausgebaut, die A 2 sechsstreifig. Die Verbindungsrampe von der A 31 zur A 2 in westlicher Richtung ist zweispurig, die restlichen Rampen sind einspurig ausgeführt. Die Parallelfahrbahnen zwischen dem Dreieck und der Anschlussstelle besitzen zwei Fahrstreifen, in Fahrtrichtung Oberhausen steht jedoch auf Höhe der Anschlussstelle nur ein Fahrstreifen zur Verfügung. Ein ähnliches Nadelöhr besteht in Richtung Hannover: Die Parallelfahrbahn ist zunächst zweispurig, wird jedoch am Beginn des Ohrs in Richtung Emden einspurig.
Das Dreieck wurde als linksgeführte Trompete angelegt.

## Geplanter Umbau
Aufgrund des hohen Verkehrsaufkommens, teilweise veränderter Verkehrsströme und nicht mehr zeitgemäßen Kurvenführungen plant der Landesbetrieb Straßenbau NRW den Umbau des Dreiecks; dieser sollte ursprünglich Ende 2021 beginnen und 2024 abgeschlossen sein. Aktuell ist der Baustart für 2026 geplant. Die größte Veränderung wird eine neue halbdirekte Rampe mit zwei Fahrspuren für die Relation Oberhausen–Emden sein, um den Verkehr besser aufnehmen zu können. Die weiteren Ein- und Ausfahrten sollen ebenfalls verlängert werden, damit sie den heutigen Standards entsprechen. Außerdem sollen sämtliche Brücken erneuert und der Lärmschutz verbessert werden.

## Verkehrsaufkommen
| Von                             | Nach                          | Durchschnittliche tägliche Verkehrsstärke | Durchschnittliche tägliche Verkehrsstärke | Durchschnittliche tägliche Verkehrsstärke | Durchschnittliche tägliche Verkehrsstärke | Anteil Schwerlastverkehr | Anteil Schwerlastverkehr | Anteil Schwerlastverkehr | Anteil Schwerlastverkehr |
| Von                             | Nach                          | 2005                                      | 2010                                      | 2015                                      | 2021                                      | 2005                     | 2010                     | 2015                     | 2021                     |
| ------------------------------- | ----------------------------- | ----------------------------------------- | ----------------------------------------- | ----------------------------------------- | ----------------------------------------- | ------------------------ | ------------------------ | ------------------------ | ------------------------ |
| AS Oberhausen-Königshardt (A 2) | AD Bottrop                    | 99.400                                    | 86.800                                    | 124.100                                   | 109.500                                   | 15,9 %                   | 18,0 %                   | 14,5 %                   | 20,5 %                   |
| AD Bottrop                      | AS Gladbeck-Ellinghorst (A 2) | 93.100                                    | 94.100                                    | 105.900                                   | 116.800                                   | 15,7 %                   | 16,3 %                   | 14,5 %                   | 17,2 %                   |
| AS Gladbeck (A 31)              | AD Bottrop                    | 061.900                                   | 053.100                                   | 060.200                                   | 099.800                                   | 09,6 %                   | 09,0 %                   | 08,4 %                   | 18,6 %                   |